# Frank Mobley
Frank Mobley (Birmingham, 2 novembre 1868 – 1940) è stato un calciatore inglese, di ruolo attaccante.

## Carriera

### Club
Durante la sua carriera gioca per Singers, Small Heath, Bury, Warmley e Coventry City (ex Singers).
Dopo aver conquistato il primo campionato di seconda divisione nel 1893, la Small Heath (antenato del Birmingham City) affronta il Newton Heath (futuro Manchester United) in uno spareggio per decretare chi ottiene l'accesso alla First Division 1893-1894: la squadra proveniente dalla prima divisione batte la Small Heath per 5-2. Nella stagione seguente Mobley sale in cattedra siglando 23 reti e portando la sua squadra al secondo posto: nello spareggio contro il Darwen, la società di Birmingham vince 3-1 conquistando la promozione in prima divisione. In First Division Mobley continua ad arrivare in doppia cifra ma alla fine del campionato del 1896 la squadra retrocede.

## Palmarès

### Club

#### Competizioni nazionali
- Second Division: 1

Small Heath: 1892-1893

### Individuale
- Capocannoniere della Second Division: 1

1893-1894 (23 gol)